# 27405 Danielfeeny
27405 Danielfeeny è un asteroide della fascia principale. Scoperto nel 2000, presenta un'orbita caratterizzata da un semiasse maggiore pari a 2,5006339 UA e da un'eccentricità di 0,1364068, inclinata di 2,07165° rispetto all'eclittica.